# Köstenhof
Köstenhof ist ein Gemeindeteil des Marktes Presseck im Landkreis Kulmbach (Oberfranken, Bayern). Köstenhof liegt in der Gemarkung Köstenberg.

## Geografie
Der Weiler liegt auf einem Höhenrücken des Frankenwaldes mit den Erhebungen Köstenberg (597 m ü. NHN, nordwestlich), Schübelberg (583 m ü. NHN, östlich) und Elbersreuther Höhe (626 m ü. NHN, südöstlich). Im Norden fällt das Gelände ins Tal der Wilden Rodach ab. Beim Ort befindet sich ein ehemaliger Kalkbruch, der als Geotop ausgezeichnet ist. Über Anliegerwege gelangt man nach Köstenberg (0,5 km südlich) und nach Elbersreuth (1,8 km südöstlich).

## Geschichte
Bei der Vergabe der Hausnummern erhielt Köstenhof die Nummer 11 und 12 des Ortes Köstenberg. Mit dem Gemeindeedikt wurde Köstenhof dem 1808 gebildeten Steuerdistrikt Heinersreuth und der im selben Jahr gebildeten Ruralgemeinde Köstenberg zugewiesen. 1818 wurde Köstenhof mit Köstenberg der Gemeinde Enchenreuth angegliedert. Vor 1869 wurde Köstenhof in die erneut gebildete Gemeinde Köstenhof umgemeindet. Am 1. Januar 1972 wurde Köstenhof im Rahmen der Gebietsreform in Bayern in die Gemeinde Presseck eingegliedert.

### Baudenkmal
- Haus Nr. 11: Freiherrlich von Lerchenfeldsches Forsthaus[9]

### Einwohnerentwicklung
| Jahr      | 001818 | 001861 | 001871 | 001885 | 001900 | 001925 | 001950 | 001961 | 001970 | 001987 |
| Einwohner |        | *      | 13     | 19     | 16     | 32     | 19     | 18     | 14     | 10     |
| Häuser    | 1      |        |        | 3      | 3      | 4      | 5      | 5      |        | 5      |
| Quelle    | [ 6 ]  | [ 11 ] | [ 12 ] | [ 13 ] | [ 14 ] | [ 15 ] | [ 16 ] | [ 17 ] | [ 18 ] | [ 1 ]  |

## Religion
Köstenhof ist katholisch geprägt und war ursprünglich nach St. Thomas (Wallenfels) gepfarrt, seit Mitte des 20. Jahrhunderts ist die Pfarrei St. Petrus Canisius (Presseck) zuständig.